# Cuadrado sator
Con la expresión cuadrado Sator se indica una estructura con forma de cuadrado mágico compuesta por cinco palabras latinas: SATOR, AREPO, TENET, OPERA, ROTAS, que, consideradas en conjunto (de izquierda a derecha o de arriba abajo), dan lugar a un multipalíndromo.

## Historia

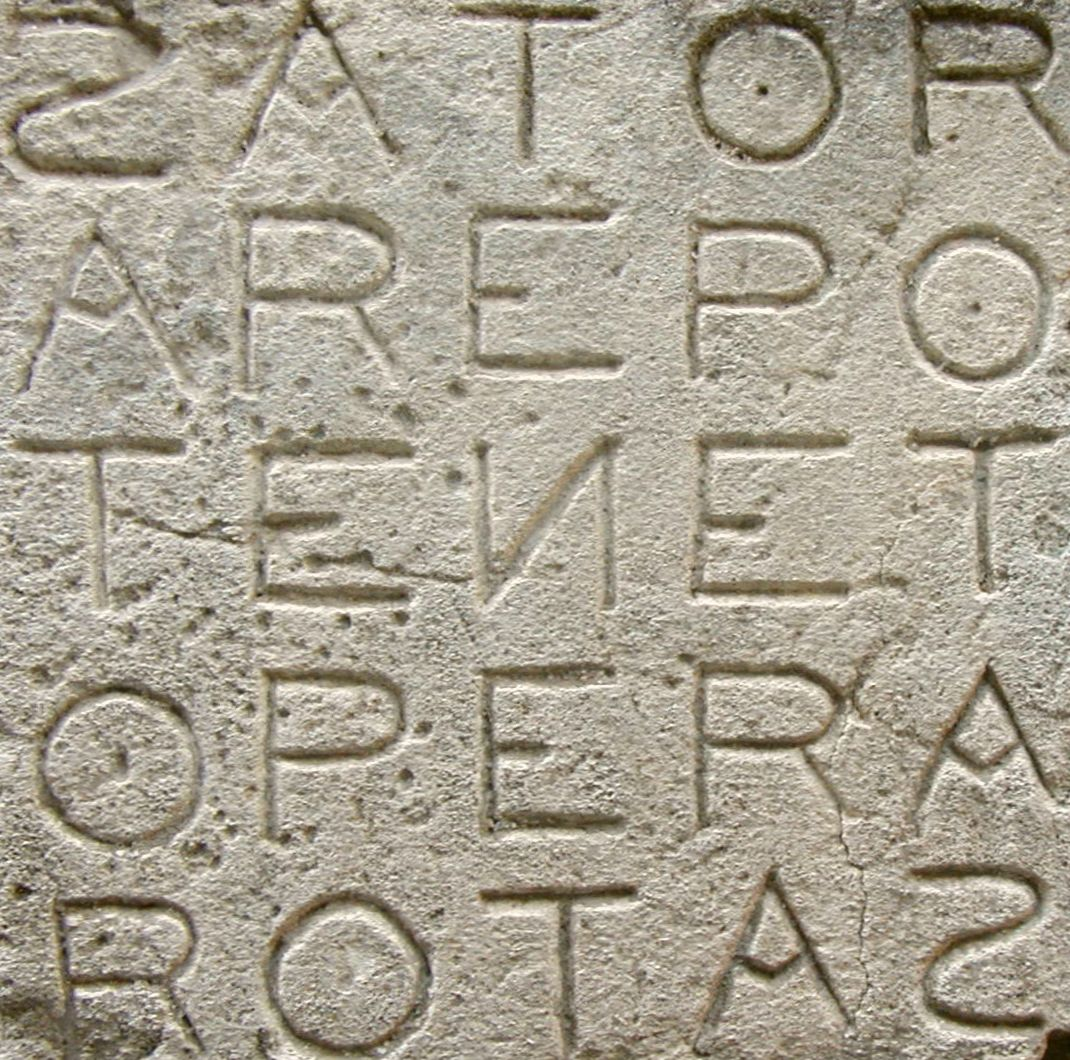
El cuadrado de Sator en Oppède.

El cuadrado mágico se encuentra en un amplio número de hallazgos arqueológicos en varias partes de Europa.
El ejemplo más antiguo y célebre es el de las excavaciones de Pompeya, hallado en el año 1925. Se trata de una incisión en una columna del gran gimnasio, y tuvo gran importancia en los estudios que se han realizado sobre la historia del cuadrado mágico.
También se ha encontrado 
- en Inglaterra, en las ruinas romanas de Cirencester (la antigua Corinium);
- en Italia, en la Iglesia de San Pietro ad Oratorium, entre Bussi y Capestrano (región de Abruzzo);
- en el castillo de Rochemaure;
- en Oppède;
- en una pared de la catedral de Siena;
- en la abadía de Collepardo;
- en Santiago de Compostela (España).

A veces las cinco palabras se encuentran dispuestas en forma radial, como en la Abadía de Valvisciolo, en Sermoneta (Italia), o bien en forma circular, como en la Colegiata de Sant'Orso, en Aosta (Italia).

## Estructura

Cuadrado de Sator.

Al disponer las palabras en una matriz cuadrada, se obtiene una estructura que recuerda a la de los cuadrados mágicos de tipo numérico. Las cinco palabras se repiten si son leídas de izquierda a derecha o de derecha a izquierda, o bien, de arriba abajo o de abajo hacia arriba. En el centro del cuadrado la palabra TENET forma una cruz que leída en horizontal o vertical es un palíndromo en sí mismo.

## Traducción
- SATOR: (sustantivo nominativo o vocativo) (de serere: sembrar) sembrador, plantador, fundador, progenitor (generalmente divino); autor; literalmente "sembradora".
- AREPO: desconocido, probablemente un nombre propio, ya sea inventado o, quizás, de origen egipcio, por ejemplo, forma codificada del nombre Harpócrates o Hor-Hap (Serapis).
- TENET: (verbo) (de tenere: sostener) sostiene, conserva, comprende, posee, domina.
- OPERA: (sustantivo nominativo, ablativo o acusativo) trabajo, cuidado, ayuda, trabajo, servicio, esfuerzo / problema; (de opus): (sustantivo nominativo, acusativo o vocativo) obras, hechos; (ablativo) con esfuerzo.
- ROTAS: (rotās, acusativo plural de rota) ruedas; (verbo) tú (singular) giras o haces girar.

Una traducción probable es El granjero Arepo tiene [como] ruedas [un arado]; es decir, el agricultor utiliza su arado como forma de trabajo. Una alternativa sería interpretar OPERA como ablativo en lugar de nominativo. En ese caso, la frase podría leerse como El granjero Arepo sostiene las ruedas con dificultad (o con esfuerzo), pasando a centrarse en ROTAS con todas sus connotaciones místicas. La primera interpretación, aunque no es una oración significativa, es gramatical; el cuadrado se puede leer hacia arriba y hacia abajo, hacia atrás y hacia adelante. C. W. Ceram también lee el bustrofedon cuadrado (en direcciones alternas). Pero como el orden de las palabras es muy libre en latín, la traducción es la misma. Si el cuadrado Sator se lee como bustrofedon, alternando el sentido de la lectura, las palabras se convierten en SATOR OPERA TENET AREPO ROTAS, con la secuencia invertida y la posición de ROTAS como la principal diferencia.
La palabra arepo es un legómeno hápax, que no aparece en ninguna otra parte de la literatura latina. La mayoría de los que han estudiado el cuadrado Sator están de acuerdo en que es un nombre propio, ya sea una adaptación de una palabra no latina o muy probablemente un nombre inventado específicamente para esta oración. Jérôme Carcopino pensó que venía de una palabra celta, específicamente gala, para arado. David Daube argumentó que representaba una versión hebrea o aramea del griego Ἄλφα ω , o "Alfa-Omega" (véase Apocalipsis 1:8) por los primeros cristianos. J. Gwyn Griffiths sostuvo que procedía, a través de Alejandría, del nombre egipcio atestiguado Ḥr-Ḥp, que él tomó como "el rostro de Apis". Un origen en el Egipto grecorromano también fue defendido por Miroslav Marcovich, quien sostiene que Arepo es una abreviatura latinizada de Harpócrates, dios del sol naciente, en algunos lugares llamado Γεωργός `Aρπον, que Marcovich sugiere que corresponde a Sator Arepo. Si se acepta que uno o más nombres de deidades están codificados en el cuadro de Sator, entonces este cuadro de palabras podría considerarse un ejemplo de mandala teofórico.

## Interpretaciones

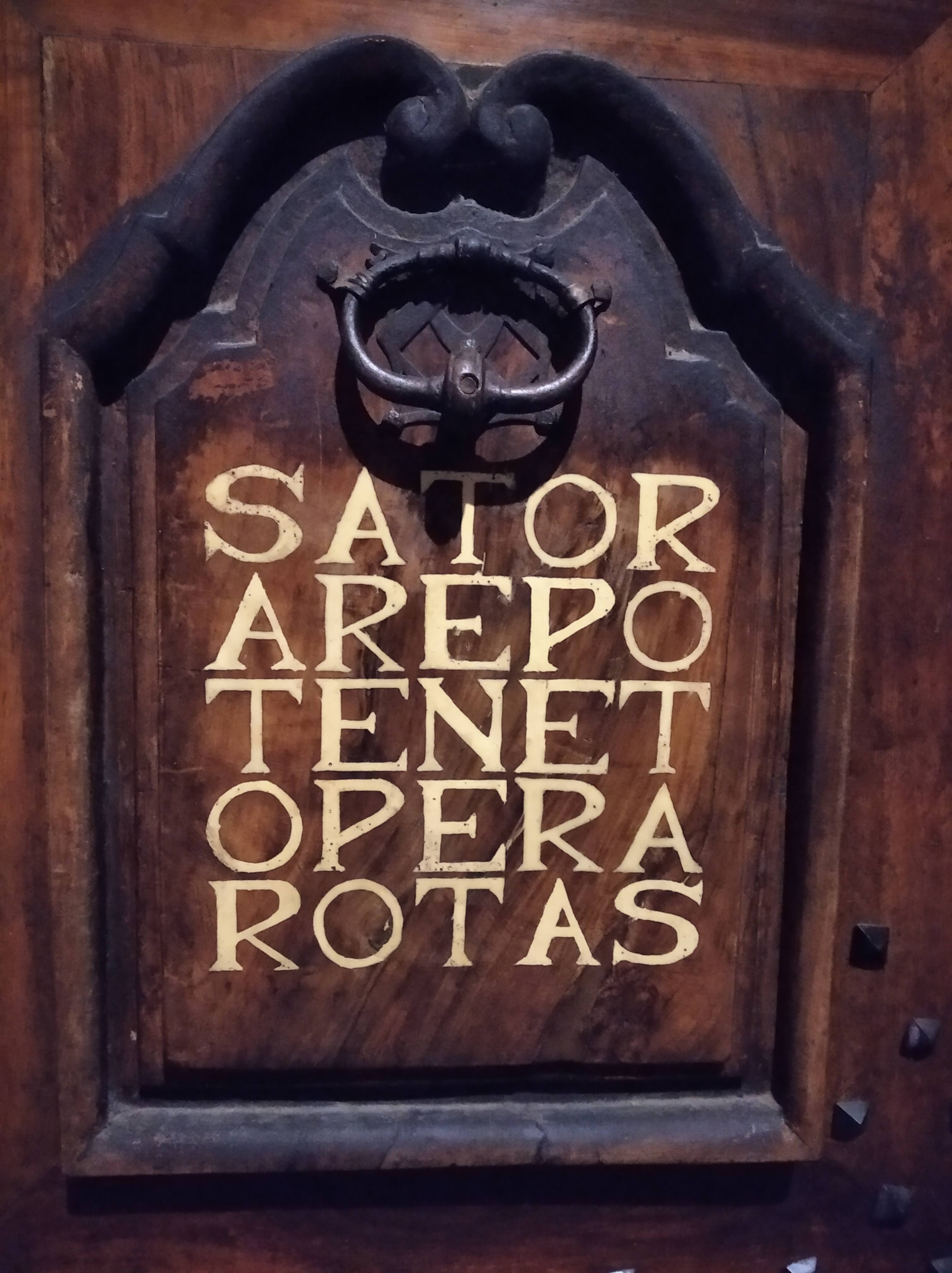
El cuadrado Sator en una puerta de madera en Grenoble (Francia)

Hasta hoy nadie sabe su significado aunque el más divulgado es: SATOR AREPO TENET OPERA ROTAS, que en latín pudiera traducirse como: «El sembrador Arepo guía con destreza las ruedas». El problema es que Arepo no es un nombre conocido en latín, además de que las palabras casi siempre tienen varias acepciones o significados, y lo más extraño es en qué comunidad se aceptaría este texto como lema.
Otro significado bastante divulgado es: SAT ORARE POTEN ET OPERA ROTAS; traducido como: «Suficiente poder para orar y para trabajar a diario»; ya que ROTO significa rueda o rodar, pero también significa disco solar o sol, lo que se podría traducir como "día".
Son muchos los lugares donde se encuentra el cuadrado Sator pero sobre todo donde más se halla es en ermitas y monasterios, sobre todo templarios, y, casualidad o no, casi todos aceptaron como lema: «Energía suficiente para orar y para trabajar el día», abreviado: Ora et labora («ora y trabaja»).
Existen otras interpretaciones relacionadas con el esoterismo y, en particular, con la alquimia. Cabe mencionar en este sentido la relación con los constructores de catedrales mencionada por Louis Charpentier y, en el mismo sentido, su vínculo con la teoría quiliásmica o milenarismo, hipótesis que analiza el cuadrado sustituyendo las letras por números para conformar una matriz de cuya resolución podría derivar una suerte de calendario antiguo. Para Pedro Guirao, el cuadrado esconde el secreto hermético de la cuadratura del círculo. De igual forma, existen diversos desarrollos cabalísticos y matemáticos presentados por el profesor Rafael de Cózar, de la Universidad de Sevilla, que, partiendo de la configuración formal de un texto poético y en razón de sus exigencias métricas, desarrolla geometrías herméticas con las que concluye que las razones de su conformación parecen más estéticas que de contenido o fundamento filosófico.

## Interpretación cristiana

Anagrama SATOR AREPO TENET OPERA ROTAS.

La presencia del palíndromo en muchas iglesias medievales induce a considerarlo —aun cuando es probable que tenga un origen más antiguo— como un símbolo que se ha introducido en la cultura cristiana de aquel período. A partir de la identificación de SATOR, el sembrador, con el Creador, se ha propuesto la siguiente interpretación: «El Creador, autor de todas las cosas, mantiene con destreza sus propias obras». Otra posible traducción es: «El sembrador —de esto testifico— tiene por su fuerza soberana todo el universo». El "sembrador" se referiría a Jesús y a la parábola sobre el tema.
La interpretación del palíndromo en el ámbito de la cultura cristiana es coherente con la gran cantidad de ocasiones y lugares donde se ha encontrado el cuadrado Sator. El hallazgo de este en Pompeya ha suscitado diversas controversias sobre el origen cristiano del cuadrado en cuanto que aun cuando se puede suponer que existían comunidades cristianas en el lugar, la A y la O colocadas a los lados de la cruz pueden ser una referencia al Apocalipsis de San Juan, que tuvo difusión en Italia casi 100 años después. 
El primero en proponer la tesis del Apocalipsis fue F. Grosser, quien al observar el conjunto de las letras que lo componen mostró que podían servir para formar una cruz, en la que la palabra PATERNOSTER se cruza en la letra N: así, sobran dos A y dos O, que pueden ponerse a los cuatro extremos de la cruz, como si fueran alfa y omega, el principio y el fin. Por tanto, el cuadrado sería una crux dissimulata, una muestra escondida en uso entre los primeros cristianos durante las persecuciones. Esta interpretación queda reforzada por el hecho de que el cuadrado mágico mismo contiene una cruz griega disimulada, constituida por el cruce, en el centro del cuadrado, de dos veces que aparece el TENET, la única palabra de la estructura que es palíndroma de sí misma. Además, se ha observado que el mismo carácter T era usado por los primeros cristianos para indicar el signo de la Cruz, así como usaban otras estructuras que podían dar a entender la forma, como el palo o el timón de una embarcación. Esta interpretación no es aceptada por todos los estudiosos, ya que normalmente rechazan el origen cristiano del palíndromo.
Una explicación más simple —en relación con la de la crux dissimulata— sostiene que, coherentemente con hábitos difundidos en la Edad Media, el empleo en el ambiente cristiano del cuadrado Sator debía corresponder a finalidades apotropaicas, como sucedió con muchas inscripciones sugestivas del tipo Abracadabra o Abraxas. No es menos considerable el hecho de que dentro del cuadrado se presenta la cruz formada por la doble TENET.

## Arte
A lo largo del tiempo el cuadrado Sator ha inspirado a artistas y músicos, como Osman Lins, Anton Webern o Fabio Mengozzi.
En la película Tenet de Christopher Nolan, varios nombres y ubicaciones centrales, así como el título de la película, provienen del cuadrado Sator.